# Svarta gyl, Blekinge
Svarta gyl är en sjö i Olofströms kommun i Blekinge och ingår i Skräbeåns huvudavrinningsområde.